# Hilal Ben Moussa
Hilal Ben Moussa (Utrecht, 22 mei 1992) is een Nederlands–Marokkaans voetballer die als middenvelder speelt. Hij kwam in het betaald voetbal uit voor onder meer FC Volendam en FC Emmen.

## Carrière

### FC Groningen
Ben Moussa speelde in de jeugd van USV Elinkwijk, AFC Ajax en FC Groningen. Bij FC Groningen startte hij in 2008 in de B1 en stroomde hij vervroeg door vanuit de A-junioren naar de Beloften. De middenvelder raakte in 2010 ernstig geblesseerd, maar kwam via een revalidatie terug van zijn kruisbandblessure en was in het seizoen 2012/13 aanvoerde bij Jong FC Groningen, dat destijds onder leiding stond van trainer Dick Lukkien. Zijn goede prestaties zorgden ervoor dat hij op 2 februari 2013 als invaller mocht debuteren in het eerste elftal, dat op die dag een uitwedstrijd bij AZ met 0-1 won. Een maand later fungeerde hij in een uitduel bij Roda JC opnieuw als invaller. Op 22 mei 2013 tekende Ben Moussa zijn eerste profcontract bij FC Groningen, welke hem tot medio 2015 aan de club bond.
Met ingang van het seizoen 2013/14 kreeg FC Groningen in de persoon van Erwin van de Looi een nieuwe hoofdtrainer. Ben Moussa kwam echter nauwelijks voor de in de plannen van Van de Looi, zat enkel een paar wedstrijden op de bank en speelde zijn wedstrijden dan ook vooral in het tweede elftal. Ben Moussa liep op 17 maart 2013 zwaar knieletsel op in de competitiewedstrijd van Jong FC Groningen tegen Jong NEC/TOP Oss. De middenvelder scheurde de voorste kruisband van zijn linkerknie en liep bovendien een beschadiging op aan de meniscus. De blessure zou hem uiteindelijk bijna een jaar aan de kant houden, hij maakte in februari 2015 zijn rentree in het tweede elftal. Tot minuten in het eerste elftal kwam Ben Moussa niet meer en FC Groningen besloot  zijn medio 2015 aflopende contract niet te verlengen.

### FC Volendam
Op 31 augustus 2015 werd bekend dat Ben Moussa als amateurspeler aansloot bij de selectie van FC Volendam, dat het voorgaande seizoen op plek vijf was geëindigd in de Eerste divisie. Na het wegvallen van Danny Tol, die vertrok bij de club omdat hij voorkeur gaf aan zijn maatschappelijke carrière, ontstond er ruimte in de selectie. Op donderdag 3 september 2015 maakte hij zijn officieuze debuut voor FC Volendam in een besloten oefenwedstrijd tegen Ajax, toen hij na een uur spelen Gerry Vlak verving. Zijn officiële debuut liet even op zich wachten, maar op 18 oktober was het zover voor de Marokkaanse Nederlander. Trainer Robert Molenaar liet Ben Moussa in de basis starten in het duel tegen MVV Maastricht, ten faveure van Dylan Mertens. Op 20 november volgde zijn eerste doelpunt in het betaalde voetbal, toen hij in de slotfase van de wedstrijd tegen RKC Waalwijk de 3-0 maakte en hiermee tevens de eindstand bepaalde.
Ben Moussa kwam één  seizoen uit voor FC Volendam. Hierin kwam hij tot negentien wedstrijden (een doelpunt), waarvan elf als basisspeler en acht als invaller. FC Volendam bereikte de play-offs om promotie naar de Eredivisie, maar werd hierin over twee wedstrijden uitgeschakeld door MVV Maastricht. In beide play-off duels fungeerde Ben Moussa als basisspeler. Na zijn vertrek bij FC Volendam, stopte Ben Moussa een jaar met voetballen.  

### FC Emmen
In de voorbereiding van het seizoen 2017/18 sloot Ben Moussa, evenals Keziah Veendorp, op amateurbasis aan bij de selectie van eerstedivisionist FC Emmen. Voor Ben Moussa betekende het een weerzien met trainer Dick Lukkien, die eerder zijn trainer was bij Jong FC Groningen. Ben Moussa was een vaste waarde op het middenveld van FC Emmen en kwam 37 duels in actie, waarvan allemaal als basisspeler. Hij was dan ook na Alexander Bannink de middenvelder met de meeste speelminuten. Ben Moussa promoveerde met FC Emmen via de play-offs naar de Eredivisie. Het volgende seizoen kwam Ben Moussa achttien keer in actie namens de Emmenaren, waarin hij één keer scoorde, namelijk de 2-2 in de 2-3 overwinning op bezoek bij Willem II, waardoor handhaving in de Eredivisie een feit was.

### Sepsi OSK
In juni 2019 tekende Ben Moussa een contract voor jaar met een optie voor nog een seizoen bij Sepsi OSK uit Roemenië.  Ben Moussa was ook nog in gesprek met FC Emmen, maar koos uiteindelijk voor een buitenlandse transfer. Ben Moussa kwam in zes maanden tijd tot één wedstrijd voor de Roemeense ploeg. Dit was op 26 september in een uitwedstrijd tegen Ripensia Timișoara om de Cupa României (1-4 winst). Hierin tekende hij na een klein halfuur spelen voor de 0-2. Na een half jaar werd het contract van Ben Moussa ontbonden en keerde hij terug naar FC Emmen.

### Terugkeer bij FC Emmen
In januari 2020 keerde Ben Moussa terug naar FC Emmen, waar hij een verbintenis voor een half jaar tekende. In de eerste wedstrijd na de winterstop, tegen Heracles Almelo, hield trainer Dick Lukkien hem de gehele wedstrijd op de bank. Nadien speelde hij alle resterende competitiewedstrijden mee, totdat de competitie op 8 maart werd gestaakt en later definitief beëindigd vanwege de uitbraak in Nederland van het coronavirus SARS-CoV-2. In juli 2020 bracht FC Emmen het nieuws naar buiten dat het contract van Ben Moussa was opengebroken, waardoor hij vast kwam te liggen tot medio 2021, met een optie op een extra seizoen. In 2021 degradeerde hij met Emmen uit de Eredivisie.

### Apollon Larissa en DVS'33
Nadat hij ruim een half jaar zonder club zat, werd Ben Moussa Op 15 februari 2022 gepresenteerd als aanwinst van Apollon Larissa, een ploeg spelend op het tweede niveau van Griekenland, de Super League 2. Ben Moussa had zijn contract al getekend, maar door een fout bij de overschrijving was hij niet speelgerechtigd en verliet hij de club weer.
In januari 2023 sloot hij aan bij amateurploeg DVS '33. In januari 2024 werd bekend dat Ben Moussa bezig was aan zijn laatste seizoen.
Voor het seizoen 2024/25 sloot hij aan bij VV Scherpenzeel. Met de club werd Ben Moussa kampioen van de Vierde Divisie A 2024/25. Nadien stapte hij over naar NSC Nijkerk.

### Carrièrestatistieken
| Seizoen         | Club            | Land            | Competitie      | Competitie | Competitie | Beker | Beker | Internationaal | Internationaal | Overig | Overig | Totaal | Totaal |
| Seizoen         | Club            | Land            | Competitie      | Wed.       | Dlp.       | Wed.  | Dlp.  | Wed.           | Dlp.           | Wed.   | Dlp.   | Wed.   | Dlp.   |
| --------------- | --------------- | --------------- | --------------- | ---------- | ---------- | ----- | ----- | -------------- | -------------- | ------ | ------ | ------ | ------ |
| 2012/13         | FC Groningen    | Nederland       | Eredivisie      | 2          | 0          | 0     | 0     | 0              | 0              | 0      | 0      | 2      | 0      |
| 2013/14         | FC Groningen    | Nederland       | Eredivisie      | 0          | 0          | 0     | 0     | 0              | 0              | 0      | 0      | 0      | 0      |
| 2014/15         | FC Groningen    | Nederland       | Eredivisie      | 0          | 0          | 0     | 0     | 0              | 0              | 0      | 0      | 0      | 0      |
| 2015/16         | FC Volendam     | Nederland       | Eerste divisie  | 17         | 1          | 0     | 0     | 0              | 0              | 2      | 0      | 19     | 1      |
| 2017/18         | FC Emmen        | Nederland       | Eerste divisie  | 36         | 0          | 1     | 0     | 0              | 0              | 0      | 0      | 37     | 0      |
| 2018/19         | FC Emmen        | Nederland       | Eredivisie      | 18         | 1          | 2     | 0     | 0              | 0              | 0      | 0      | 20     | 0      |
| 2019/20         | Sepsi OSK       | Roemenië        | Liga 1          | 0          | 0          | 1     | 1     | 0              | 0              | 0      | 0      | 1      | 1      |
| 2019/20         | FC Emmen        | Nederland       | Eredivisie      | 7          | 0          | 0     | 0     | 0              | 0              | 0      | 0      | 7      | 0      |
| 2020/21         | FC Emmen        | Nederland       | Eredivisie      | 23         | 0          | 1     | 0     | 0              | 0              | 1      | 0      | 25     | 0      |
| Carrière totaal | Carrière totaal | Carrière totaal | Carrière totaal | 103        | 2          | 5     | 1     | 0              | 0              | 3      | 0      | 111    | 2      |

## Erelijst

### MetFC Groningen
| Nationaal          |    |         |
| Winnaar KNVB beker | 1x | 2014/15 |